# Diplectrona cinctipennis
Diplectrona cinctipennis är en nattsländeart som först beskrevs av Banks 1913.  Diplectrona cinctipennis ingår i släktet Diplectrona och familjen ryssjenattsländor. Inga underarter finns listade i Catalogue of Life.